# Bactris coloniata
Bactris coloniata é uma espécie de planta com flor, pertencente à família das palmeiras (Arecaceae).
É encontrada na Colômbia, Equador, Panamá e Peru. Está ameaçada por perda de hábitat.